# Edisons 1965

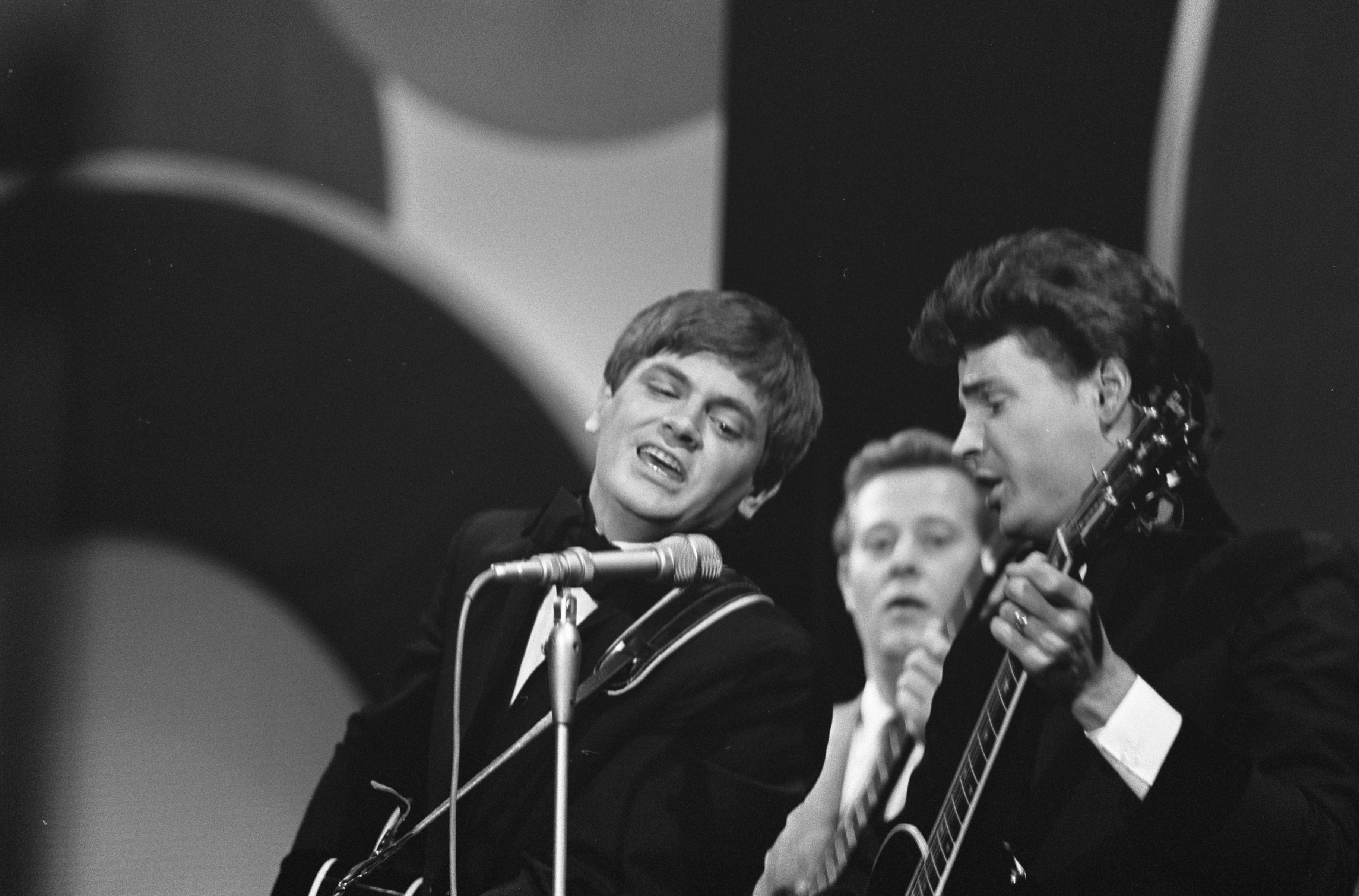
Everly Brothers

De Edisons 1965 werden op 2 oktober van dat jaar uitgereikt tijdens de zesde editie van het Grand Gala du Disque, dat gehouden werd in het RAI congrescentrum in Amsterdam. Presentatoren waren de Vlaming Jan Theys en Marijke Merckens. Acteur Guus Oster reikte de Edisons uit.
Er waren optredens van artiesten uit twaalf landen, onder wie The Supremes, Enrico Macias, The Scorpions ZZ & de Maskers, Everly Brothers en Vera Lynn.
Het aantal categorieën waarin Edisons werden toegekend, was flink uitgebreid ten opzichte van 1964. In de groep internationaal waren er acht te verdelen, bijna een verdubbeling ten opzichte van het jaar daarvoor.

## Winnaars
Internationaal

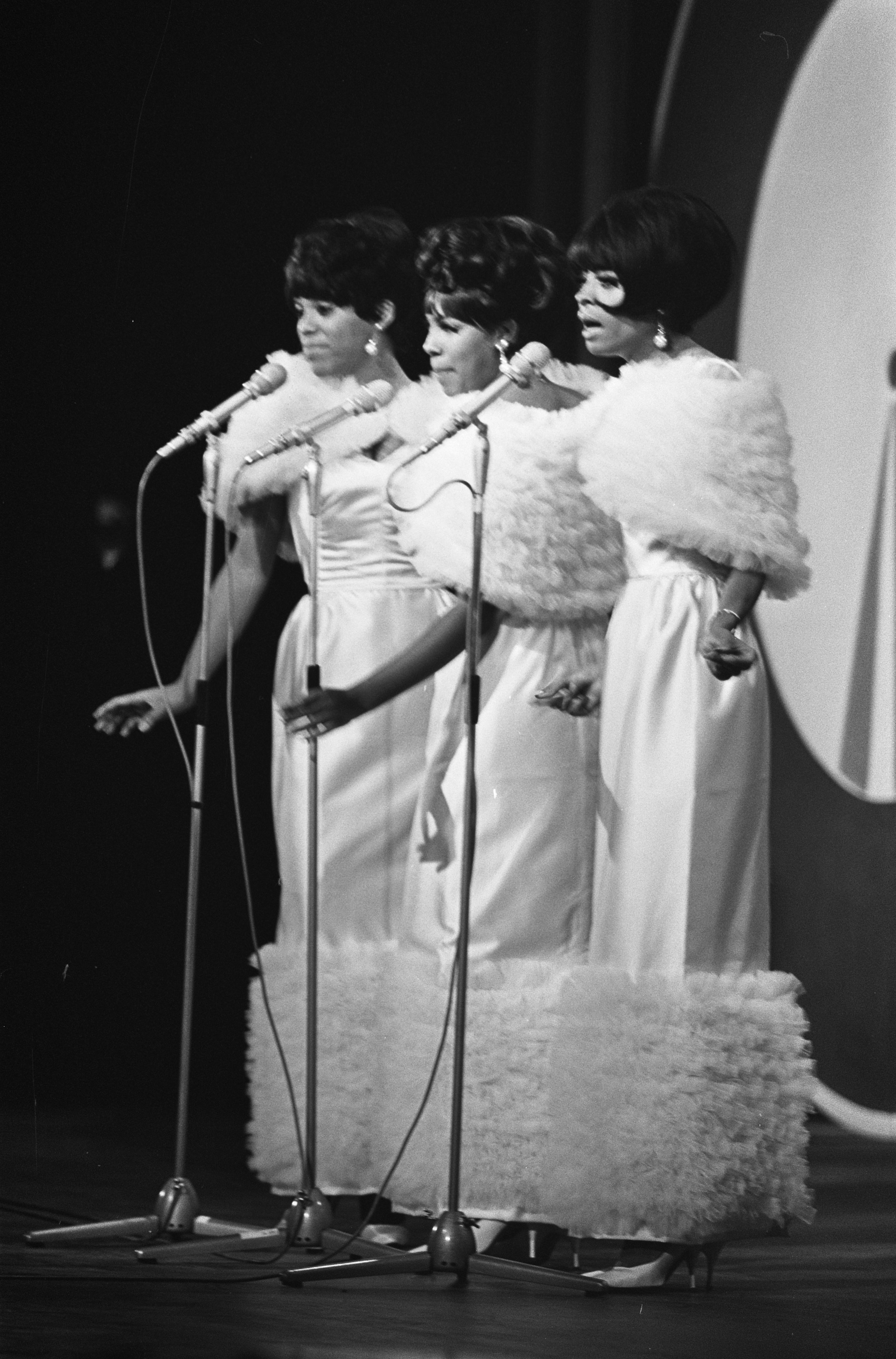
The Supremes op het Grand Gala du Disque 1965

- Vocaal: Alice Babs & Svend Asmussen voor Scandinavian Songs
- Vocaal: Esther Ofarim voor Melodie Einer Nacht
- Instrumentaal: Franck Pourcel voor Amour, Danse et Violons
- Jazz: Oliver Nelson voor More Blues and the Abstract Truth
- Teenagermuziek: The Beatles voor Beatles For Sale
- Franse chanson: Léo Ferré voor Léo Ferré chante Verlaine et Rimbaud
- Volksmuziek/Folklore: Joan Baez voor 5

Nationaal
- Vocaal: Willeke Alberti voor Willeke
- Jazz: Trio Louis van Dijk voor Quartet
- Teenagermuziek: ZZ & de Maskers voor ZZ & de Maskers
- Cabaret: Toon Hermans voor One Man Show 1965

1960 · 1961 · 1962 · 1963 · 1964 · 1965 · 1966 · 1967 · 1968 · 1969 · 1970 · 1971 · 1972 · 1973 · 1974 · 1975 · 1976 · 1977 · 1978 · 1979 · 1980 · 1981 · 1982 · 1983 · 1984 · 1985 · 1986 · 1987 · 1988 · 1989 · 1990 · 1991 · 1992 · 1993 · 1994 · 1995 · 1996 · 1997 · 1998 · 1999 · 2000 · 2001 · 2002 · 2003 · 2004 · 2005 · 2006 · 2007 · 2008 · 2009 · 2010 · 2011 · 2012 · 2013 · 2014 · 2015 · 2016 · 2017 · 2018 · 2019 · 2020 · 2021 · 2022 · 2023 · 2024